# Saint Félix de Cantalice
 (février 2025).
- Si vous ne connaissez pas le sujet, laissez ce bandeau (vous pouvez alors contacter les auteurs).
- Si vous supprimez le contenu mis en cause (vous pouvez préalablement contacter les auteurs),

argumentez précisément cette suppression dans la page de discussion
(un manque de référence n'est pas un argument ; une recherche réelle de référence doit avoir été effectuée, être formellement documentée).
Saint Félix de Cantalice est une huile sur toile réalisée par Antonio Verrio entre 1635 et 1707, conservée dans les collections du musée des Augustins de Toulouse. C’est un sujet rare en France, représentant le saint principal de l’Ordre des Capucins lors de sa vision de la Vierge Marie qui vient lui déposer l’Enfant Jésus dans les bras. Ce tableau fait l’objet d’une restauration de 2007 à 2010, et inspire par la même occasion le conservateur du musée de réaliser une exposition temporaire monographique sur son peintre, Antonio Verrio : chroniques d'un peintre italien voyageur, 1636-1707, du 27 mars au 27 juin 2010. La restauration quant à elle fait l’objet d’un documentaire réalisé par Gini Barrès, suivant de près les différentes étapes que connaît l'œuvre, de sa prise en charge par les restaurateurs à l’exposition.

## Restauration du tableau

1. Photographie du tableau Saint Félix de Cantalice d'Antonio Verrio, avant inondation.

2. Photographie du tableau avant sa campagne de restauration.

La condition du tableau avant sa restauration est déjà mentionnée dans le catalogue raisonné du musée des Augustins de 2003 comme un “état bien regrettable”, puisqu’il subit un dégât des eaux entre 1960 et 1980. L’aspect du tableau avant ces dommages est connu par une photographie prise vers 1930, attestant de l’état plutôt bon de la toile hormis quelques déchirures dans la partie inférieure.

En 2000, Yves Lutet entreprend une première restauration qui consiste à tendre la toile sur un châssis métallique et cartonné afin de prévenir l'œuvre de futurs soulèvements de la couche picturale, la partie inférieure de la toile étant déjà bien endommagée. L’humidité s’y est accumulée, causant un gonflement de la peinture en écailles et l’apparition de moisissures.

3. Photographie du tableau après restauration du support.

Une campagne de restauration du tableau commence en 2007. Afin de limiter au possible la détérioration de la couche picturale, la toile est transportée à plat avec des mécanismes anti-vibrations à l’atelier de restauration. Les restaurateurs s’occupant du support de la toile, Anne Craveia et Christian Morin, décident de travailler la toile à la verticale. A l’aide d’un gabarit sur-mesure, l’humidité de la toile est premièrement homogénéisée par un placement en chambre humide, puis une traction à partir de fils métalliques tendus en pression, appelé “mécanique de guitare” en raison de la ressemblance avec le manche de l’instrument. Cette étape permet l’aplatissement de la couche picturale et le tableau retrouve ses dimensions extérieures une fois le relief résorbé. Enfin, des incrustations comblent les lacunes du support, tandis qu’un intissé est appliqué en doublure sur la toile fixée au châssis, afin de renforcer la solidité future de l’ensemble.

4. Photographie du tableau après refixage et dévernissage.

L’étape de refixage permet de récupérer les soulèvements en écaille de la couche et de les repositionner à plat à leur emplacement d’origine de la composition. Les morceaux de peinture sont refixés à l’aide d’une colle animale appliquée puis maintenue à l’aide d’une table basse pression, et les lacunes sont compensées par le biais d’incrustations. Cette étape permet également d’obtenir des informations détaillées sur la technique picturale employée par l’artiste puisque des observations de la couche picturale au microscope sont réalisées. Par exemple, les prélèvements révèlent que la couleur bleue du manteau de la Vierge est obtenue par un mélange d’azurite et d’outremer, ce dernier pigment n’est présent qu’en couche superficielle car très coûteux. Ensuite, afin de rendre à la toile ses couleurs d'origine, la toile est d’abord décrassée puis nettoyée à l’aide d’un mélange de méthyl éthyl cétone et d’eau. Ensuite, les restaurateurs entament le dévernissage avec des gels solvants, puisque l’aspect jaunâtre d’une toile vieillissante provient en majeure partie de sa couche de vernis usée. Cette étape se fait “en fenêtre”, le vernis est allégé en carrés méticuleusement, afin de ne pas abîmer la couche picturale. Lors du dévernissage, les restaurateurs naviguent entre les différentes campagnes de restaurations, ici en 1834 et 1857, afin de redonner à la toile un aspect le plus proche du tableau original possible.

5. Photographie du tableau après la retouche.

Le vernis allégé est par ailleurs plus récent que la toile, sûrement daté au XIXe siècle lors des précédentes restaurations, puisqu’il est extrêmement rare qu’une œuvre conserve son vernis d’origine. Enfin, l’aspect du tableau au terme de ces étapes montre des couleurs ravivées et à quel point la partie supérieure a été préservée de l’inondation et des usures, et il ne reste plus qu’à combler les lacunes de la couche picturale dans la partie inférieure pour la dernière étape, la retouche.  
La restauratrice Corinne Authier-Athanase s’appuie sur la photographie de l'œuvre originale pour réaliser l’étape de la retouche, afin d’y être fidèle au possible. Les lacunes sont comblées à l’aide de mastics et la retouche à partir de résine synthétique mélangée à des pigments, des matériaux réversibles qui facilitent les restaurations futures. Une fois les retouches illusionnistes mises en place, deux couches de vernis successives sont appliquées à la toile: une synthétique qui sature les couleurs restaurées, et une mince couche de vernis à base de résine naturelle pour le rendu final.